# Virgo (interferometri)
För andra betydelser, se Virgo.

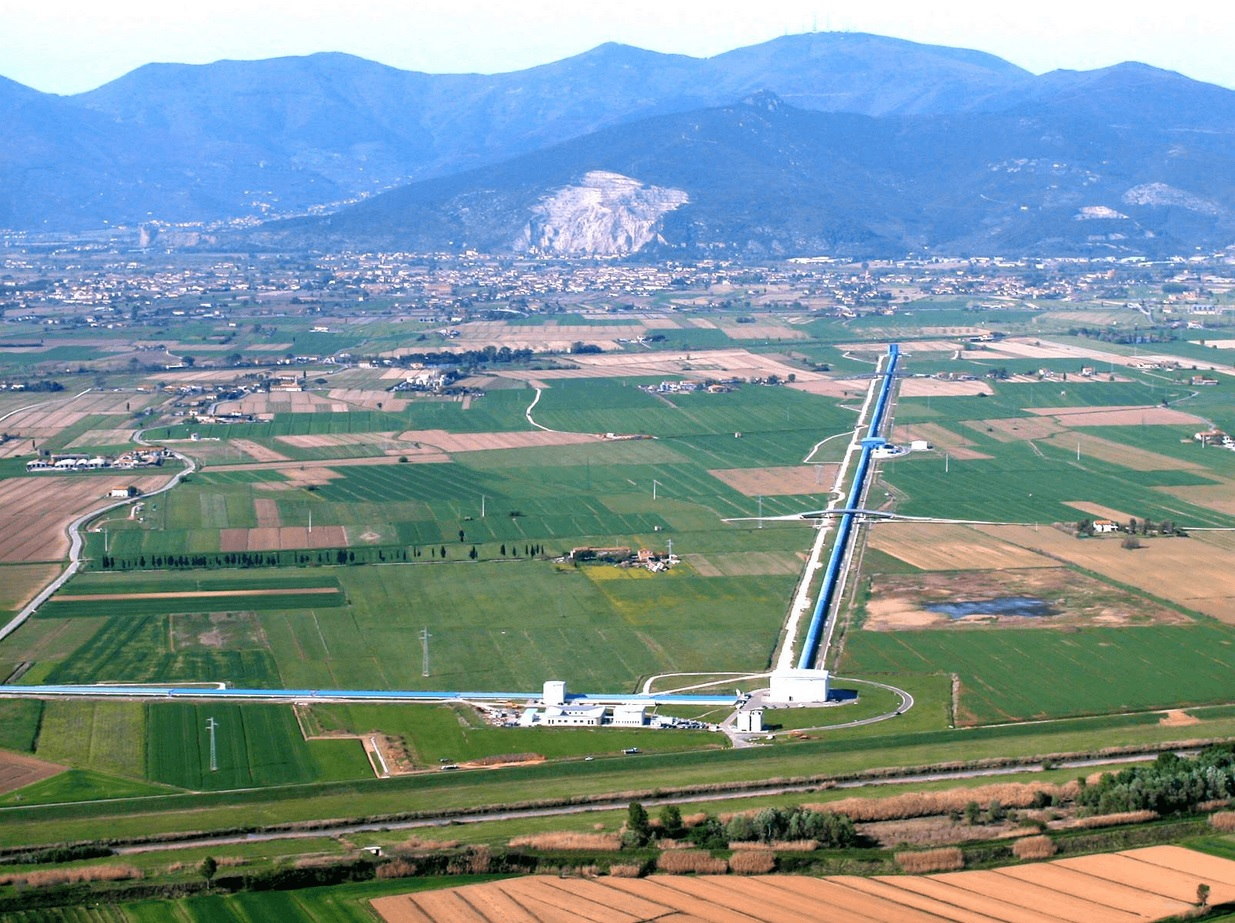
Virgo-anläggningen. I bakgrunden staden Cascina.

Virgo är en anläggning strax utanför Pisa i Italien för detektering av gravitationsvågor. Anläggningen, som drivs av fem europeiska länder, är i grunden en Michelson-interferometer.

## Bakgrund
I Albert Einsteins allmänna relativitetsteori från 1915 framgår att massor som accelereras – ändrar hastighet eller riktning – sänder ut gravitationsvågor, på samma sätt som elektriska laddningar som accelereras sänder ut elektromagnetiska vågor. Båda typerna av vågor fortplantas med hastigheten c, ljushastigheten i vakuum. Gravitationsvågor uppträder som störningar eller krusningar i rumtiden. Det skulle dröja hundra år innan det fanns tillräckligt känsliga instrument som kunde detektera gravitationsvågor.

## Historik
Gravitationsvågsdetektorn Virgo började att planeras på 1990-talet av den franska offentliga forskningsorganisation CNRS och dess italienska motsvarighet INFN (Istituto nazionale di fisica nucleare). Senare tillkom nederländska, ungerska och polska forskningsorgan. I Virgosamarbetet deltar institutioner från 16 olika länder. Namnet Virgo hämtades från galaxhopen Virgo som man ämnade att studera. Anläggningen, belägen sydöst om Pisa i Italien, togs i bruk för testkörning 2003 och började söka efter gravitationsvågor 2007.
2011 stängdes Virgo för uppgradering och hade inte återstartat när de amerikanska LIGO-anläggningarna 2015 för första gången detekterade gravitationsvågor. Virgo och LIGO har ett nära samarbete och delar data och tekniskt know-how. När upptäckten av gravitationsvågor kungjordes 2016 stod även Virgo-forskare bakom rapporten. Virgo gjorde sin första observation av gravitationsvågor 17 augusti 2017. Händelsen, GW170817, varade cirka 100 sekunder och observerades även av LIGO.
Liksom LIGO och KAGRA (Kamioka Gravitational Wave Detector) i Japan skiftar Virgo mellan observationsperioder och planerade uppgraderingar. Observationsperioderna sammanfaller så att samma händelse ska kunna observeras av flera anläggningar. Genom att jämföra tidpunkterna när de olika anläggningarna mottar samma gravitationsvåg kan man beräkna varifrån vågen kommer. GW170817 kunde på så sätt riktningsbestämmas. En annan fördel med flera detektorer är att man säkrare kan sortera bort falska signaler.

## Beskrivning av Advanced Virgo

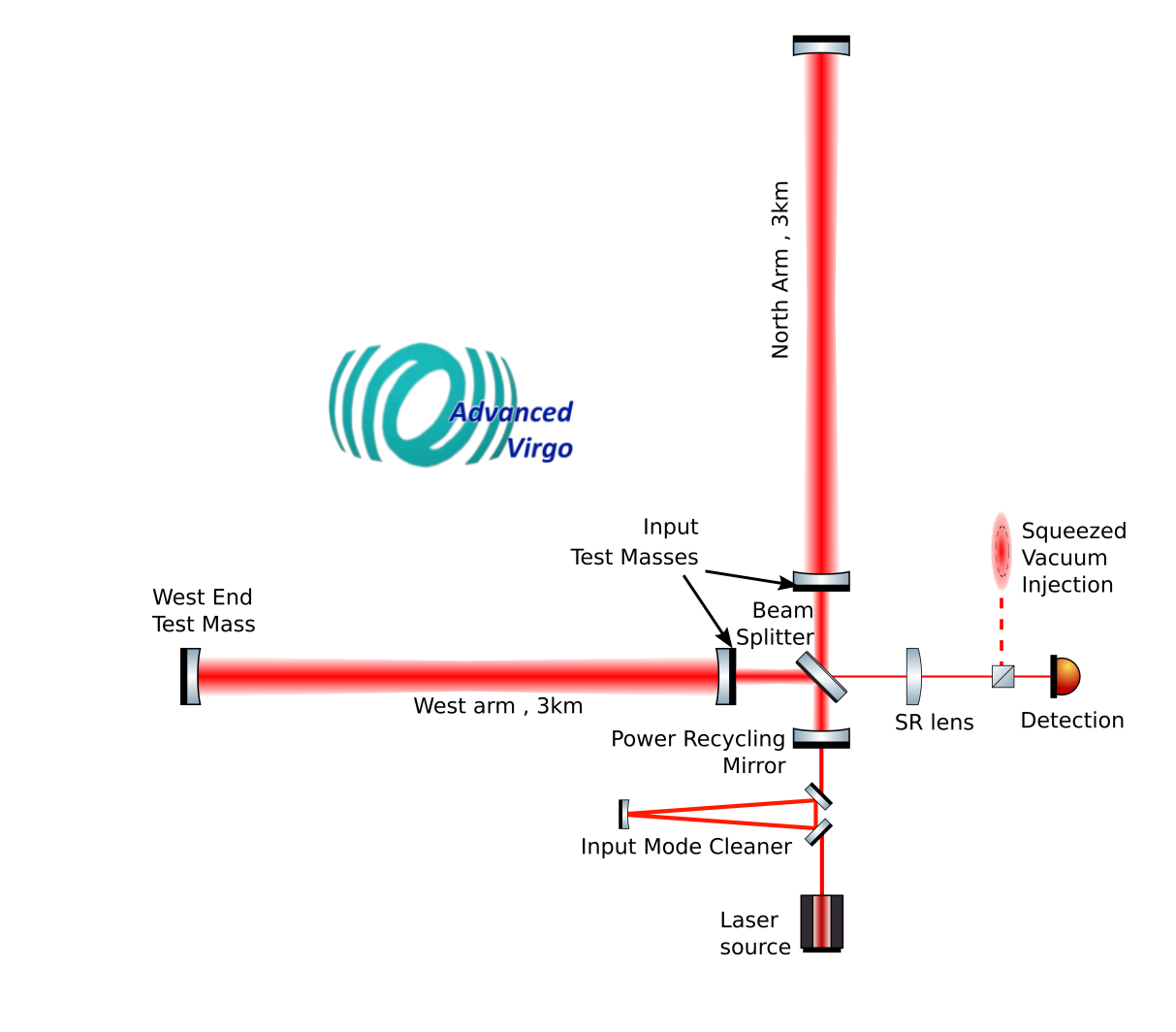
Optisk layout för Advanced Virgo 2019–2020.

Advanced Virgo ersatte den ursprungliga detektorn 2017. Anläggningen är konstruerad som en Michelson-interferometer där monokromatiskt ljus av en stråldelare skickas i två vinkelräta riktningar mot avlägsna speglar. Ljusstrålarna reflekteras tillbaka mot stråldelaren som skickar båda strålarna mot en fotodetektor. De två strålarna ger där upphov till ett karaktäristiskt interferensmönster. 
I Advanced Virgo är ljuskällan en infraröd laser. De 40 kg tunga speglarna befinner sig i slutet av 3 km långa vakuumrör. Efter reflektionen förenas de två ljusstrålarna i stråldelaren. Normalt är de i motfas och släcker ut varandra och skapar inget interferensmönster i fotodetektorn. Om däremot en gravitationsvåg passerar anläggningen kommer den ena tunneln att bli något längre och den andra något kortare. Det rör sig om mycket små förändringar, 10-18 m, mindre än en tusendel av protonens diameter. Strålarna kommer därmed ur fas och fotodetektorn ger utslag.

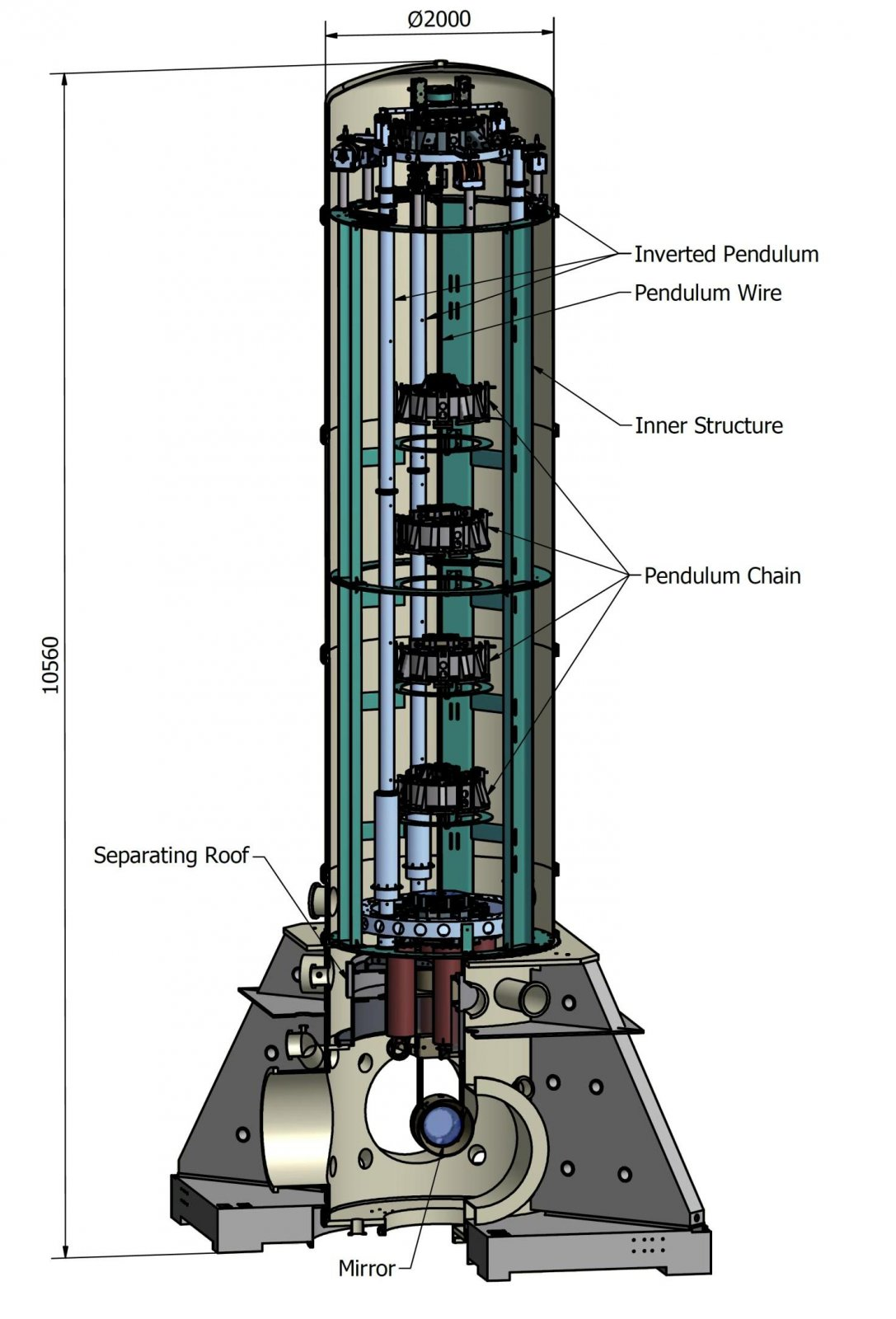
Varje spegel i Advanced Virgo bärs upp av ”superattenuator”, en mekanisk struktur som dämpar seismiska vibrationer. En kedja av pendlar reducerar vibrationerna mer än 1 000 gånger.

Man har vidtagit olika åtgärder för att dels öka känsligheten och dels minimera störningar. Ljuset går först till en 140 meter lång ”Input mode cleaner” som reducerar fluktuationer i amplitud och riktning. Två extra speglar (på bilden markerade "Input Test Masses"), en i varje arm, gör att ljuset reflekteras fram och tillbaka många gånger i ”Fabry-Perotkaviteter” innan det förs vidare till detektorn. Den distans ljuset färdas förlängs därmed nästan 300 gånger och interferometerns känslighet ökar i motsvarande grad. En ”Power Recycling-spegel” minskar effekten av skottbrus. Speglar och andra optiska komponenter är placerade i vakuum för att undvika påverkan från luftmolekyler. De hålls isolerade från vibrationer i marken genom att de är upphängda i tunna glasfibertrådar.
Känsligheten hos en gravitationsvågsdetektor anges ofta av detektorns ”BNS-omfång”, en storhet som anges i Mpc (megaparsec). Under observationsperioden 2019-2020 var Virgos känslighet 50 Mpc att jämföra med LIGO:s 110-130 Mpc. Nästa observationsperiod beräknas starta i december 2022. Virgo ska då ha en känslighet av 90-120 Mpc och LIGO 160-190 Mpc.